# JFNリスナーズアウォード
JFNリスナーズアウォード（ジェイエフエヌリスナーズアウォード）は、全国FM放送協議会（JFN）に加盟するFM局の共催で開かれていた音楽賞。

## 概要
1976年にFM東京とライオン歯磨・ライオン油脂（1980年に両社合併しライオンとなる）の主催でライオンリスナーズグランプリとして発足。年末に中野サンプラザで発表会が行われていた。1994年にJFN加盟各局の共催形式に移行した際に上記の名称に変更された。「JFN～」となってからは大手レコード販売店の新星堂が協賛していたが、後に撤退した。
1976年4月 - 1995年3月は金曜 23:00 - 23:30（全国同時ネット）、1995年4月 - 2002年3月は火曜 20:00 - 20:30（一部地域で時間が異なる）、2002年4月 - 2003年3月は『ラジオ黄金時代』枠内で同名の番組が放送され、27年間の歴史に幕を閉じた。
その年にメジャーデビューを果たした新人歌手・アーティストの中から、局側によるノミネートを経た上で、最終的にリスナーによる人気投票でグランプリを決定するのが特徴。そのため1970 - 1980年代には、日本歌謡大賞・FNS歌謡祭・新宿音楽祭などといったラジオ・テレビ局主催の音楽賞における新人賞で受賞者の大半をアイドルが占めたのに対し、ロック・ニューミュージック系ミュージシャンの受賞者が多いという傾向があった。

## 受賞者

### ライオンリスナーズグランプリ・FM東京最優秀新人賞
- 1976年 - 新沼謙治
- 1977年 - 狩人
- 1978年 - 八神純子
- 1979年 - 久保田早紀
- 1980年 - 岩崎良美
- 1981年 - 近藤真彦
- 1982年 - 中森明菜
- 1983年 - 岩井小百合
- 1984年 - 吉川晃司
- 1985年 - 小林明子
- 1986年 - 徳永英明
- 1987年 - 酒井法子
- 1988年 - 吉田真里子
- 1989年 - DREAMS COME TRUE
- 1990年 - KUSU KUSU
- 1991年 - 鈴木結女
- 1992年 - 小野正利
- 1993年 - access、東野純直、class

### JFNリスナーズアウォード
- 1994年 - 鈴里真帆
- 1995年 - MY LITTLE LOVER
- 1996年 - PUFFY
- 1997年 - 広末涼子
- 1998年 - Kiroro
- 1999年 - 宇多田ヒカル
- 2000年 - 矢井田瞳
- 2001年 - CHEMISTRY
- 2002年 - 元ちとせ